# Cartamundi
Cartamundi è un'azienda belga che produce giochi da tavolo, giochi di ruolo e carte da gioco, proprietaria di alcuni dei brand più famosi del settore.

## Storia
La compagnia trae origine nel 1765 da un laboratorio artigianale che produceva carte da gioco, nel 1970 ha preso la denominazione attuale iniziando a pubblicare e distribuire anche giochi da tavolo e giochi di ruolo.
Nel 2005 ha acquistato la fabbrica brasiliana di carte da gioco Copag, utilizzate nelle World Series of Poker, e nel 2019 ha preso il controllo anche della USPCC e del suo marchio Bicycle.
I siti produttivi dell'azienda sono situati a Canvey Island (UK), Altenburg (Germania), Saint-Max (Francia), Cracovia (Polonia), Waterford (Irlanda), Mumbai (India), East Longmeadow (Massachusetts) e Dallas (Texas).

## Prodotti
L'azienda produce e distribuisce alcuni tra i marchi di carte da gioco più famosi del mondo, tra cui Copag, Ducale, Royal Flush, Eagle, Grimaud, Ace. Oltre alle carte da gioco regolari l'azienda stampa anche set di carte speciali e produce anche fiches per le case da gioco e per uso domestico.